# Monocladum iranicum
Monocladum iranicum är en skalbaggsart som beskrevs av Jean François Villiers 1961. Monocladum iranicum ingår i släktet Monocladum och familjen långhorningar.
Artens utbredningsområde är Iran. Inga underarter finns listade i Catalogue of Life.